# 앙코라키스타 트위스타
앙코라키스타 트위스타(학명: Ancoracysta twista)는 진핵생물에 속하는 미생물의 일종이다. 포식성 원생생물의 일종으로 합티스타 분류군의 자매군으로 알려져 있다.